# Mireasma ploilor tîrzii
Mireasma ploilor tîrzii este un film românesc din 1985 regizat de Mircea Moldovan. Rolurile principale au fost interpretate de actorii Maria Ploae, Colea Răutu, Ion Lupu și Florin Zamfirescu.

## Rezumat
Sătenii din comuna dobrogeană Malu, o zonă aridă cu pământuri degradate, luptă de zeci de ani împotriva secetei și reușesc să convingă conducerea Comitetului Județean de Partid să construiască un canal de irigații care să permită creșterea producției agricole. În același timp, un grup de geologi aflați sub conducerea tânărului inginer Udrea descoperă un zăcâmânt de diatonită și pentonită, cu o mare valoare industrială, chiar pe traseul viitorului canal. În urma acestei descoperiri, lucrările de construire a canalului sunt întrerupte, iar autoritățile comunale și județene sunt puse în fața unei dileme, trebuind să aleagă între continuarea lucrărilor la canal pentru irigarea terenurilor agricole și amenajarea unei cariere pentru exploatarea zăcământului.

## Distribuție
Distribuția filmului este alcătuită din:
- Maria Ploae — Dana Tănăsescu, directoarea fermei zootehnice din comuna Malu
- Colea Răutu — nea Grigore, secretarul Comitetului Județean de Partid Constanța, fostul președinte al Sfatului Popular al comunei Malu
- Ion Lupu — Paul Vasiliu, profesor universitar, șef de catedră la Facultatea de Geologie a Universității din București, fostul iubit al Danei
- Florin Zamfirescu — ing. Teodor Udrea, studentul la doctorat al prof. Vasiliu, șeful șantierului geologic din comuna Malu
- Virgil Andriescu — nea Mitrică, primarul comunei Malu
- Ernest Maftei — Eugen Pandele, țăran bătrân îngrijitor de cai, unchiul Danei, prietenul lui Rădoi
- Boris Petroff — Ion Rădoi, țăran bătrân îngrijitor de cai, tatăl lui Mircea
- Mircea Belu — Mircea Rădoi, președintele CAP-ului din comuna Malu, soțul Danei
- Stelian Stancu — Barnea, inginerul șef însărcinat cu construcția canalului de irigație din comuna Malu
- George Negoescu — țăran bătrân, prietenul lui Pandele și al lui Rădoi
- Florin Tănase
- Dumitru Chesa — Drăgănoiu, directorul Direcției Agricole a județului Constanța
- Mircea Anghelescu — Bejan, directorul Departamentul Prospecții din Ministerul Geologiei
- Luminița Zaharia
- Luminița Gheorghiu — soția profesorului Vasiliu
- Alexandru Lungu — nea Stan, brigadier agricol, șofer de combină
- Constantin Bîrliba — Pârvu, îngrijitor de cai
- Mihai Răducu
- Vasile Cojocaru — medicul care-l consultă pe nea Grigore
- Ion Sima
- Cristina Savin — Cristina, fiica Danei și a lui Mircea Rădoi
- Diana Cheregi
- Liviu Manolache
- Minodora Condur
- Valentina Bucur Caracașian
- Alexandru Mereuță
- Laura Stanciu
- Bogdan Drăgan
- Tania Filip — Anica, șefa de echipă de la ferma zootehnică (nemenționată)

## Primire
Filmul a fost vizionat de 1.434.508 spectatori de spectatori în cinematografele din România, după cum atestă o situație a numărului de spectatori înregistrat de filmele românești de la data premierei și până la data de 31 decembrie 2014 alcătuită de Centrul Național al Cinematografiei.